# Philophylla caesio
Philophylla caesio
 es una especie de insecto del género Philophylla de la familia Tephritidae del orden Diptera. 
Harris la describió científicamente por primera vez en el año 1780.